# جوك بوكس موسيقي

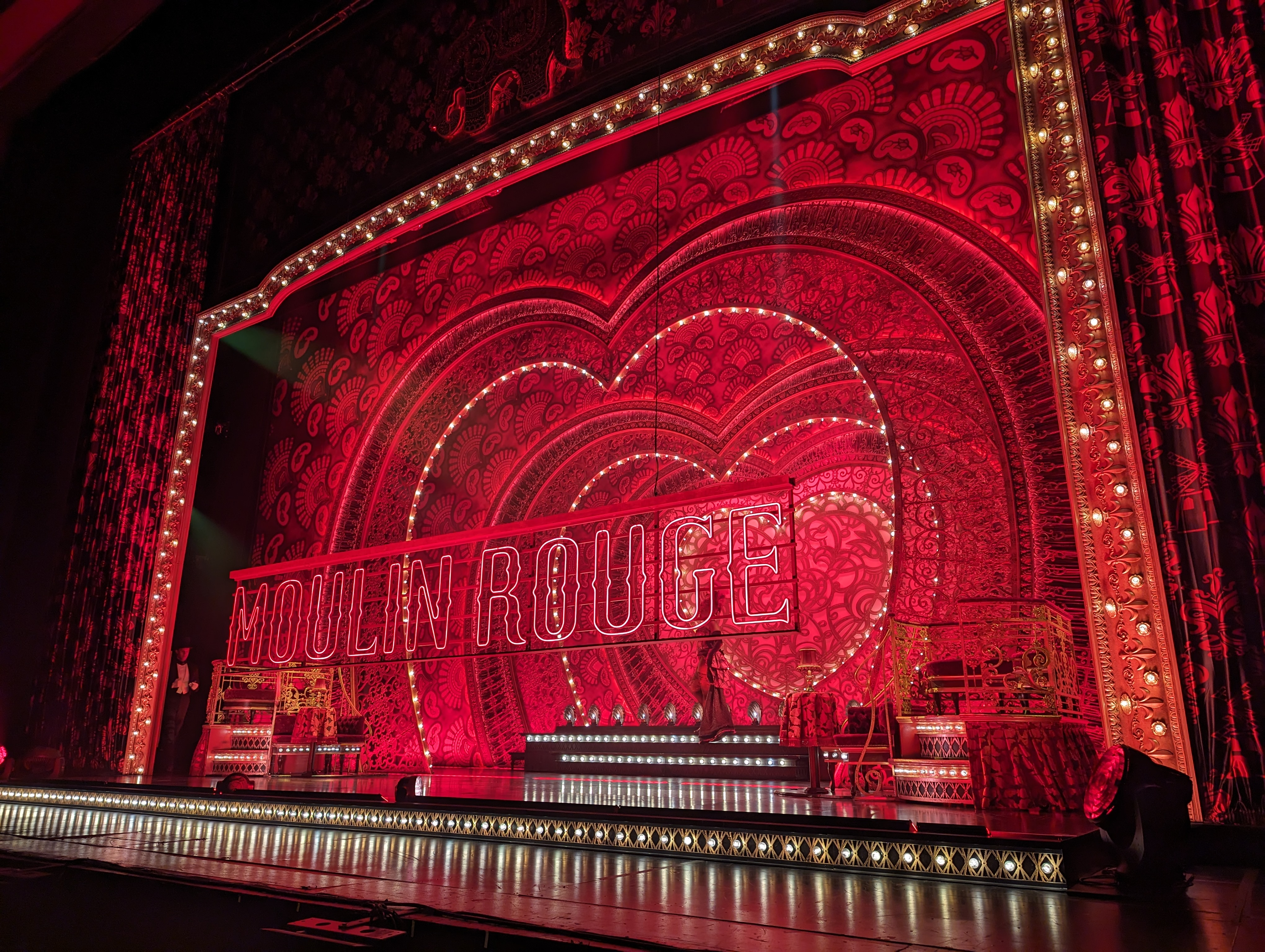
مسرح موسيقي

جوك بوكس موسيقي هو مسرحية موسيقية أو فيلم موسيقي تكون غالبية الأغاني فيه أغاني موسيقية شهيرة موجودة مسبقًا، وليست موسيقى أصلية تم تأليفها للمسرحية الموسيقية.
تستخدم بعض المسرحيات الموسيقية مجموعة واسعة من الأغاني، في حين يقتصر البعض الآخر على الأغاني التي يؤديها مغن أو فرقة موسيقية واحدة، أو التي كتبها كاتب أغاني واحد. في مثل هذه الحالات، غالبًا ما تكون الحبكة عبارة عن سيرة ذاتية للفنان أو الفنانين. في المسرحيات الموسيقية الأخرى، تكون القصة خيالية تمامًا. بالنسبة للمسرحيات الموسيقية التي تتحدث عن موسيقي أو عمل موسيقي، يمكن أن تكون بعض الأغاني قصصية ، أي أنها تُؤدى داخل عالم المسرحية أو الفيلم. ومع ذلك، فإن الأعمال التي تكون فيها الموسيقى كلها قصصية، مثل فيلم سيرة ذاتية لمغني يظهر في بعض الأحيان وهو يؤدي أغانيه، لا تعتبر بشكل عام مسرحيات موسيقية.
لا يتم عادةً وصف العروض المسرحية التي تفتقر إلى حبكة بأنها مسرحيات موسيقية،  على الرغم من أن العروض التي لا تحتوي على حبكة والتي تتضمن عنصر الرقص تكون كذلك في بعض الأحيان.

## أنواع الـجوك بوكس الموسيقي
الشكل الأكثر شيوعًا لمسرحيات الجوك بوكس الموسيقي هو عرض يروي قصة حياة موسيقي مشهور أو مجموعة موسيقية، مع دمج الأغاني من جميع أنحاء حياتهم المهنية. من الفنانين الذين كانت حياتهم وأغانيهم بمثابة الأساس لموسيقى الجوك بوكس: بيتر ألين ، وسوزان بويل ، وشلومو كارليباك، وجوني كاش، وشير، وباتسي كلاين ، وبوبي دارين، ودريفترز، وإميليو وغلوريا إستيفان، وبادي هولي، ومايكل جاكسون (مرتين)، وجانيس جوبلين ، وكارول كينج ، وذا كينكس ، وفيلا كوتي ، وجون لينون ، وأودو ليندنبرغ، وبوب مارلي (مرتين)، وجوني أوكيف، وذا سيكرز ، وداستي سبرينغفيلد (مرتين)، ودونا سمر، وذا تمبتيشنز ، وتينا تيرنر (مرتين)، وفرانكي فالي وذا فور سيزونز، وهانك ويليامز ، ونيل دايموند ، وأبا . ومن بين الآخرين الذين حصلوا على معاملة مماثلة كاتب الأغاني / المنتجين بيرت بيرنز، بيري جوردي وإيلي جرينتش، ومنتجة التسجيلات فلورنس جرينبرج، والملحن / كاتب الأغاني نوربرت جلانزبرج .
في المسرحيات الموسيقية التي تتبع حبكة خيالية، يُعتمد غالباً على بناء القصة حول مغنٍّ أو موسيقي (خيالي) واحد أو عدة شخصيات، مما يتيح فرصة أداء بعض الأغاني كجزء من العرض نفسه على سبيل المثال : Boogie Nights (1998)، و Mamma Mia! (1999)، سنهزك (2002)، Hoy no me puedo levantar (2005)، Bésame Mucho، el Musical (2005)، Rock of Ages (2005)، Daddy Cool (2006)، Never Forget (2007)، Viva للأبد! (2012)، وAll Out of Love (2018)، و Jukebox Hero (2018).
بعض المسرحيات الموسيقية هي مقتبسة من أفلام، حيث يتم غناء الأغاني من الموسيقى التصويرية للفيلم الآن من قبل الشخصيات؛ وتشمل الأمثلة Saturday Night Fever (1998)، و Priscilla, Queen of the Desert (2006)، و Cruel Intentions: The '90s Musical (2015) وفيلم My Best Friend's Wedding القادم.
تجمع بعض العروض والأفلام بين الأغاني الأصلية والأغاني التي تم إصدارها مسبقًا؛ وقد يكون من غير المعروف ما إذا كانت هذه العروض والأفلام مؤهلة لوصف المسرحيات الموسيقية. على سبيل المثال، المسرحيات الموسيقية 42nd Street (1980)، و Five Guys Named Moe (1990)، و Crazy for You (1992)، و Xanadu (2007) كلها مقتبسات من مواد مصدرية سابقة أضيفت إلى الموسيقى الأصلية أغانٍ معروفة أخرى كتبها مؤلفو الأغاني الأصليون. المسرحيات الموسيقية The Last Ship (2014) و Standing at the Sky's Edge (2019) والأفلام الموسيقية Yellow Submarine (1968) و Idlewild (2006) كلها مسرحيات موسيقية تجمع بين الأغاني الأصلية والأغاني المسجلة مسبقًا بواسطة فنان واحد أو مجموعة. وتشمل الأفلام الأخرى التي تجمع بين الأغاني القديمة والأصلية Singin' in the Rain (1952)، و Trolls (2016)، و Cinderella (2021).